# Amaranthe
Amaranthe — шведско-датская метал-группа, основанная в 2008 году Джейком Е. Лундбергом (Dreamland, Dream Evil) и Олофом Мёрком (Dragonland, Nightrage). Проект начал складываться, когда к группе присоединились вокалисты Элиз Рид и Энди Сольвестрём, а также ударник Мортен Лёве. После выхода первого демо-альбома состав коллектива пополнил басист Йохан Андреассен.

## История
Изначально коллектив назывался Avalanche, однако в мае 2009 года группа была вынуждена изменить своё название во избежание проблем, связанных с авторскими правами. Под новым названием группа дебютировала, выпустив в 2009 году первый демо-альбом Leave Everything Behind.
Летом 2010 группа заключила соглашение с лейблом Spinefarm Records на издание дебютного альбома. Перед выходом дебютного альбома был выпущен сингл Hunger, на который группа, вместе с режиссёром Патриком Уллаеусом из Revolver Film Company, сняла видеоклип.
Дебютный альбом группы под названием Amaranthe вышел в апреле 2011 года. На композицию Amaranthine, с этого альбома, был снят второй видеоклип группы.
После успешного дебютного альбома группа выпустила сингл под названием Rain, а также подготовила специальную версию альбома Amaranthe, куда вошли два бонус-трека, видеоклипы, а также видео с выступлений и видеодневники записи альбома. Также группа выпустила ещё один сингл — Amaranthine, записав акустическую версию одноимённой песни.
Вокалистка Элиз Рид принимала участие в европейском турне группы Kamelot летом 2010 года, а также в январе 2012 года совместно c проектом Dreamstate записала композицию Evolution.
В августе 2012 года стало известно, что группа планирует в начале 2013 года выпустить свой второй альбом. Запись нового альбома началась 24 сентября 2012 года.
Новый альбом The Nexus вышел 13 марта в Японии, с 20-25 марта в странах Европы, а 26 марта в США. На песни с данного альбома были выпущены видеоклипы The Nexus и Burn with Me.
26 Ноября 2013 года так же вышел видеоклип на сингл Invincible.
Весной 2014 года начата запись нового альбома Massive Addictive, а 21 октября состоялся его мировой релиз.
Их четвёртый альбом Maximalism вышел 21 октября 2016 года.
9 февраля 2017 Джейк Э. Лундберг объявил о своём уходе из группы. Его заменил Нилс Молин, также вокалист группы Dynazty.
Пятый альбом — "Helix" вышел 19 октября 2018 года.
В 2020 году вышел альбом "Manifest" .
9 июня 2022 года Хенрик "GG6" Энглунд Вильхельмссон объявил об уходе из группы.
27 июня 2023 года группа выпустила клип на новый сингл "Damnation Flame". Микаэл Селин стал новым экстрим-вокалистом группы.
23 февраля 2024 года вышел новый (седьмой по счету) альбом "The Catalyst".

## Состав
| Нынешний состав - Элиз Рид — чистый вокал (женский) (2008—настоящее время) - Олоф Мёрк — гитара, клавишные (2008-настоящее время), бас-гитара (2008—2009) - Мортен Лёве Сёренсен — ударные (2009—настоящее время) - Йохан Андреассен — бас-гитара (2010-настоящее время) - Нилс Молин — чистый вокал (мужской) (2017—настоящее время) - Микаэл Селин – экстрим-вокал (2023 – настоящее время) | Бывшие участники - Андреас Солвестрём — экстрим-вокал (2008—2013) - Джейк Э. Лундберг — чистый вокал (мужской) (2008—2017) - Хенрик "GG6" Энглунд Вильхельмссон — экстрим-вокал (2013—2022) Сессионные музыканты - Анна-Миа Бонде — чистый вокал (женский) (2011) - Ричард Съюннессон — экстрим-вокал (2011—2012) - Энтони Хямяляйнен — экстрим-вокал (2012) - Олле Экман — экстрим-вокал (2015) - Александр Стрэнделл — чистый вокал (мужской) (2016) - Крис Адам Хэдман Сорби — чистый вокал (мужской) (2016) |

## Дискография
Альбомы
- Leave Everything Behind (демозапись) (2009)
- Amaranthe (2011)
- The Nexus (2013)
- Massive Addictive (2014)
- Maximalism (2016)
- Helix (2018)
- Manifest (2020)
- The Catalyst  (2024)

Синглы
- «Hunger» (2011)
- «Rain» (2011)
- «Amaranthine» (2011)
- «1.000.000 Lightyears» (2012)
- «The Nexus» (2013)
- «Burn with Me» (2013)
- «Invincible» (2013)
- «Drop Dead Cynical» (2014)
- «Trinity» (2014)
- «Digital World» (2015)
- «True» (2015)
- «That Song» (2016)
- «Fury» (2016)
- «Maximize» (2016)
- «365» (2018)
- «82nd All the Way» (2020)
- «Do or Die» (2020)
- «Archangel» (2020)
- «Viral» (2020)
- «Strong» (2020)
- «Fearless» (2020)
- «BOOM!1» (2020)
- «PvP» (2021)
- «Find Life» (2022)
- «Make It Better feat. Jennifer Haben» (2022)
- «Damnation Flame» (2023)
- «Insatiable» (2023)
- «Outer Dimensions» (2023)
- «Re-Vision» (2023)
- «The Catalyst» (2024)

## Видеография
Видеоклипы
- Hunger (2011)
- Amaranthine (2011)
- 1.000.000 Lightyears (2012)
- The Nexus (видеоклип) (2013)
- Burn With Me (2013)
- Invincible (2013)
- Drop Dead Cynical (2014)
- Digital World (2015)
- True (2015)
- That Song (2016)
- Boomerang (2017)
- Maximize (2017)
- 365 (2018)
- Countdown(2018)
- Dream (2019)
- Helix (2019)
- GG6 (2019)
- 82nd And All The Way(2020) (Sabaton cover)
- Fearless (2020)
- Viral (2020)
- Archangel (2020)
- Strong (2020) feat. Noora Louhimo
- Do Or Die (2020) feat. Angela Gossow
- Endlessly (2020)
- Boom!1 (2020)
- PvP (2021)
- Find Life (2022)
- Damnation Flame (2023)
- Outer Dimensions (2023)
- Re-Vision (2023)
- The Catalyst (2024)